# Epicauta dalihodi
Epicauta dalihodi is een keversoort uit de familie van oliekevers (Meloidae). De wetenschappelijke naam van de soort is voor het eerst geldig gepubliceerd in 1996 door Dvorák.